# SMS Dukla
SMS Dukla – austro-węgierski niszczyciel z początku XX wieku. Dziewiąta jednostka typu Tátra, trzecia z drugiej serii okrętów tego typu. „Dukla” przetrwała I wojnę światową i w 1920 roku została przekazana Francji. Niszczyciel został wcielony do Marine nationale pod nazwą Matelot Leblanc. Skreślony z listy floty w 1936 roku.
„Dukla” wyposażona była w sześć kotłów parowych opalanych ropą, dwa z nich mogły być również opalane węglem. Współpracowały one z dwoma turbinami parowymi AEG-Curtis. Okręt uzbrojony był w dwie pojedyncze armaty kalibru 100 mm L/50 (po jednej na dziobie i rufie), sześć pojedynczych armat 66 mm L/45 (po trzy na każdej burcie), ciężki karabin maszynowy Schwarzlose kalibru 8 mm oraz dwie podwójne wyrzutnie torped kalibru 450 mm. Dwie armaty 66 mm ustawione były na podstawach przeciwlotniczych.